# Casa de la Pólvora (Santa Cruz de Tenerife)

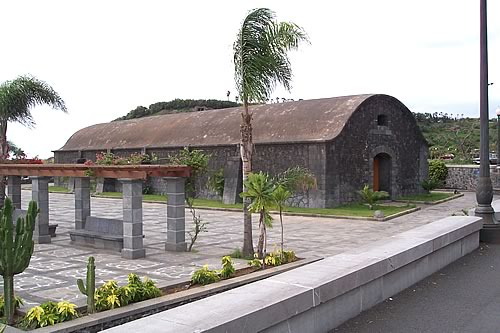
Casa de la pólvora.

La Casa de la Pólvora es una edificación de la ciudad de Santa Cruz de Tenerife (Canarias, España). Se encuentra junto al Castillo de San Juan y el Parque Marítimo César Manrique, a las afueras del casco histórico de la ciudad, en el área conocida como Cabo-Llanos.
La Casa de la Pólvora fue construida entre 1756 y 1758 en el antiguo camino de la Regla, muy cerca del mar, conforme a los planos del ingeniero Francisco La Pierre, con el objetivo de servir de almacén para los efectivos de artillería para los destacamentos militares de la zona.
Construida en mampostería, tiene planta rectangular, siendo circular en los lados menores, y está cubierta con bóveda de medio cañón. Años después de ser construida, en tiempos del comandante general Ibáñez Cuevas, se levantó un espaldón en este lugar para cubrir el almacén de las vistas del mar y dificultar así el ataque por parte de los barcos enemigos.
Después de haber tenido un uso militar durante siglo y medio, se abandonó en el siglo XIX.